# Привольный (Целинский район)
Приво́льный — хутор в Целинском районе Ростовской области.
Входит в состав Михайловского сельского поселения.

## Население
| 2010 |
| ---- |
| 0    |

## Улицы
На хуторе имеется одна улица — Степная.